# مارکو گیدونه
مارکو گیدونه (انگلیسی: Marco Guidone؛ زادهٔ ۱۷ مهٔ ۱۹۸۶) بازیکن فوتبال اهل ایتالیا است.
از باشگاه‌هایی که در آن بازی کرده‌است می‌توان به باشگاه فوتبال پادوا، باشگاه فوتبال مونتسا، و باشگاه فوتبال پیزا اشاره کرد.